# Maratona aquática no Campeonato Europeu de Esportes Aquáticos de 2021 - 5 km masculino
Os 5 km da maratona aquática masculina da maratona aquática no Campeonato Europeu de Esportes Aquáticos de 2021 ocorreu no dia 12 de maio no Lago Lupa, em Budakalász na Hungria.

## Calendário
| Fase  | Data       | Hora  |
| ----- | ---------- | ----- |
| Final | 12 de maio | 14:45 |

Todos os horários estão no horário local (UTC+1)

## Medalhistas
| Ouro                       | Prata                      | Bronze             |
| Gregorio Paltrinieri (ITA) | Marc-Antoine Olivier (FRA) | Dario Verani (ITA) |

## Resultados
Esses foram os resultados da competição.
| Pos.              | Nadador              | Nacionalidade | Tempo     |
| ----------------- | -------------------- | ------------- | --------- |
| Medalha de ouro   | Gregorio Paltrinieri | Itália        | 55:43.3   |
| Medalha de prata  | Marc-Antoine Olivier | França        | 55:45.1   |
| Medalha de bronze | Dario Verani         | Itália        | 55:46.6   |
| 4                 | Kristóf Rasovszky    | Hungria       | 55:47.3   |
| 5                 | Logan Fontaine       | França        | 55:47.5   |
| 6                 | Marcello Guidi       | Itália        | 55:47.7   |
| 7                 | Jules Wallart        | França        | 55:49.5   |
| 8                 | Kirill Abrosimov     | Rússia        | 55:50.2   |
| 9                 | Florian Wellbrock    | Alemanha      | 55:50.5   |
| 10                | Ruwen Straub         | Alemanha      | 55:51.3   |
| 11                | Rob Muffels          | Alemanha      | 55:57.5   |
| 12                | Dávid Betlehem       | Hungria       | 56:00.4   |
| 13                | Guillem Pujol        | Espanha       | 56:55.5   |
| 14                | Kirill Belyaev       | Rússia        | 56:56.3   |
| 15                | Denis Adeev          | Rússia        | 56:56.9   |
| 16                | Christian Schreiber  | Suíça         | 56:57.4   |
| 17                | Daniel Székelyi      | Hungria       | 57:01.0   |
| 18                | Tamás Farkas         | Sérvia        | 57:02.2   |
| 19                | Logan Vanhuys        | Bélgica       | 57:02.6   |
| 20                | Vít Ingeduld         | Chéquia       | 57:03.0   |
| 21                | Jan Hercog           | Áustria       | 57:03.6   |
| 22                | Martin Straka        | Chéquia       | 58:36.8   |
| 23                | Tomáš Peciar         | Eslováquia    | 1:02:05.5 |
| 24                | Sander Paavo         | Estónia       | 1:05:34.8 |
| 25                | Matěj Kozubek        | Chéquia       | DNF       |